# フジテレビ20ミニッツ
フジテレビ20ミニッツ（フジテレビ トゥウェンティ ミニッツ）はニッポン放送で2005年10月3日から2006年3月27日迄放送された情報番組である。

## 番組概要
- ニッポン放送の番組でフジテレビの番組情報を伝える珍しい番組。
- 毎回フジテレビのアナウンサーが週替わりでゲストとして登場。テレビでは話すことのないプライベートなことや、フジテレビアナウンス部の日常、テレビとラジオの違いなど楽しい話題を話す。

## 出演者

### パーソナリティ
- 増田みのり（当時：ニッポン放送アナウンサー）

## 放送時間
- 月曜 20:30 - 20:50 - 2005年10月3日 - 2006年3月27日